# Ytstenut
Der Ytstenut (norwegisch für Äußerster Gipfel) ist ein Berg im ostantarktischen Königin-Maud-Land. Er ist die nordöstlichste Erhebung des Borg-Massivs.
Norwegische Kartographen, die ihn nach seiner relativen geographischen Lage benannten, kartierten ihn anhand von Luftaufnahmen und Vermessungen der Norwegisch-Britisch-Schwedischen Antarktisexpedition (1949–1952) sowie Luftaufnahmen, die zwischen 1958 und 1959 bei der Dritten Norwegischen Antarktisexpedition entstanden.